# Населённые пункты Кизнерского района

Карта Кизнерского района с центрами поселений

Муниципальное образование «Кизнерский район» включает в себя 75 населённых пункта: 14 сельских поселений в составе 1 посёлка, 8 сёл, 61 деревни, 3 починков, 1 станции и 1 населённого пункта, не имеющего специального статуса.
Административный центр района — посёлок Кизнер.

## Перечень населённых пунктов
Ниже приводится список населённых пунктов района по муниципальным образованиям, к которым они относятся. Жирным шрифтом выделены административные центры поселений.

### Муниципальное образование «Балдеевское»
- село Балдейка
- деревня Нижняя Чабья
- деревня Старый Аргабаш
- деревня Тузьмо-Чабья
- деревня Ямушан-Ключи

### Муниципальное образование «Безменшурское»
- деревня Безменшур
- деревня Бертло
- деревня Чуштаськем
- деревня Ямайкино
- починок Коммуна

### Муниципальное образование «Бемыжское»
- село Бемыж

### Муниципальное образование «Верхнебемыжское»
- деревня Верхний Бемыж
- деревня Айдуан-Чабья
- деревня Верхняя Тыжма
- деревня Городилово
- деревня Новая Заря
- деревня Новотроицкое

### Муниципальное образование «Кизнерское»
- посёлок Кизнер
- деревня Лака-Тыжма
- деревня Батырево
- деревня Кочетло
- деревня Средняя Тыжма
- деревня Черново

### Муниципальное образование «Короленковское»
- село Короленко
- деревня Асинер
- деревня Новый Мултан
- деревня Мултан
- деревня Старый Ягул
- деревня Чулья[1]

### Муниципальное образование «Крымско-Слудское»
- село Крымская Слудка
- деревня Бажениха
- деревня Удмуртский Сарамак
- деревня Марийский Сарамак
- деревня Русский Сарамак

### Муниципальное образование «Липовское»
- село Кизнер
- деревня Липовка
- деревня Новый Трык
- деревня Синяр-Бодья
- деревня Синярка

### Муниципальное образование «Муркозь-Омгинское»
- деревня Муркозь-Омга
- деревня Верхняя Муркозь
- деревня Новый Бурнак
- деревня Старая Казанка
- деревня Старая Омга

### Муниципальное образование «Саркузское»
- деревня Саркуз
- деревня Верхний Мултан
- населённый пункт Дома 993 км
- деревня Новая Пандерка
- деревня Ныша
- станция Саркуз
- починок Советский
- деревня 140 квартал

### Муниципальное образование «Старободьинское»
- деревня Старая Бодья
- деревня Вичурка
- деревня Гозношур
- деревня Гучин-Бодья
- село Кибья
- починок Носов

### Муниципальное образование «Старокармыжское»
- деревня Старый Кармыж
- деревня Аравазь-Пельга
- деревня Макан-Пельга
- деревня Поляково
- село Васильево
- деревня Айшур

### Муниципальное образование «Старокопкинское»
- деревня Старые Копки
- деревня Кузнерка
- деревня Сюлонер-Юмья
- деревня Гыбдан
- деревня Верхняя Кусо-Какся
- деревня Лыштанка
- село Полько
- деревня Русская Коса

### Муниципальное образование «Ягульское»
- деревня Ягул
- деревня Старый Трык
- деревня Уч-Пучто